# Pinchos Menachem Rubin
Pinchos Menachem Rubin (n. 1871-d. 6 noiembrie 1941) a fost un important rabin hasidic român, lider mondial al dinastiei hasidice Seret. El a fost tatăl rabinului Moses Josef Rubin.